# Зеленчукская надпись

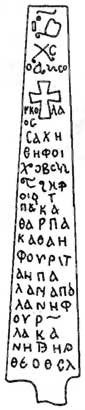

Зеленчу́кская на́дпись — надпись X века на могильной плите, записана греческим письмом. Была обнаружена археологом Д. М. Струковым в 1888 году на правом берегу реки Большой Зеленчук. Считается наиболее известным письменным памятником аланского языка или древнейшим памятником осетинского языка. Иные версии прочтения, в частности, тюркская и чеченская, появлявшиеся у идеологов фолк-хистори соответствующих народов, не признаны академической наукой.

## Прочтение надписи
По мнению М. И. Исаева, Зеленчукская надпись и другие исторические данные дают основание предполагать, что в X—XII вв. у алан уже была своя письменность на основе греческого алфавита (о чём можно судить по регулярности обозначения звуков одними и теми же буквами и сочетаниями букв), однако эта письменная традиция была утрачена в связи с последовавшими историческими событиями.
Надпись была прочитана (по рисунку Струкова) и опубликована в 1893 году академиком В. Ф. Миллером следующим образом:
1. Ις Χς — Иисус Христос
2. Οατς(?) Νικολαοή — Святой (?) Николай
3. Σαχηρη φουρτ — Сахира сын
4. X… ρη φουρτ — Χ… а сын
5. Πακαθαρ Πακαθαη φουρτ — Бакатар Бакатая сын
6. Ανπαλ Αναπαλανη φουρτ — Анбал Анабалана сын
7. λακανη τζηρθε (?) — Юноши памятник (?)
8. <λακανητε ηρθε> (?) — <Юноши Ира (?)>

По версии профессора Г. Ф. Турчанинова, «… сахъ(хъ) ири фу[до]х обау: Истури фурт Бакатар, Баката[р]и фурт Æнбалан, Æ[н]балæни фурт Лæк, ани цирт æ(й)» — 'Доблестных осетин скорбная могила: Истура сын Бакатар, Бакатара сын Анбалан, Анбалана сын Лаг, этих (-их) памятник есть'. Данная надпись сделана по нормам ясского языка, родственного осетинскому.
По мнению современного исследователя Т. Т. Камболова, надпись можно расшифровать так: «Иисус Христос. Святой Николай. Сахира сын Хорс, Хорса сын Багатар, Багатара сын Анбалан, Анбалана сын Лаг — их могилы». Предполагается, что плита была установлена на месте коллективного захоронения (в пользу этой теории говорит и описание Струкова: плита находилась на огороженном участке площадью около 36 м²). Имена дописывались по мере появления новых могил (это заметно и по разнице в начертании некоторых символов).

## Судьба надписи
Надпись была обнаружена в 1888 году. В 1892 году эту же местность посетил антиковед Г. И. Куликовский и сделал с надписи новый оттиск. Это обследование памятника было последним, экспедиции 1946 и 1964 года не смогли обнаружить могильную плиту.